# 大関正義
大関 正義（おおぜき　せいぎ、1973年12月17日 - ）は、現在タイで活動している日本の映画俳優。タイではSeki Oseki『セキ・オーセキ』とも呼ばれている。

## 来歴
福島県郡山市出身。東京商科学院専門学校ファッションビジネス学科在学中に事務所に入り、20歳から東京でファッションモデルとして活躍しながら、インディペンデント映画『ダンプスター』、『エンブレイス』などに主演。
2003年、タイ王国へ渡り、現代タイのメディア界に不動の金字塔を打ち立てた『メナムの残照』のミュージカルに出演。第二次世界大戦下のバンコクを舞台にタイ人アンスマリンと恋に落ちる海軍大尉小堀を、日本人俳優として初めて演じる。
以降、映画、舞台、テレビドラマなどで俳優としてタイを拠点に活動を始め、2007年にはコメディー映画、『The Odd Couple』に主演し、追われるオカマの主人公を助ける日本から来た刑事を演じる。
2010年11月、タイ政府よりタイ王国文化大使に任命。
2010年12月2日、かつてアユタヤの王となった実在する侍、山田長政を描いたアクション超大作『ヤマダ アユタヤの侍』がタイで全国公開され大ヒットを記録。

## 主な出演作
映画（タイ）
- 『The Odd Couple』（2007年）
- 『ヤマダ アユタヤの侍』（2010年）

舞台（タイ）
- 『メナムの残照』（2003年 -）

ミュージック・ビデオ（タイ）
- タイトル不明

映画（日本）
- 『ダンプスター』[1]（2001年）
- 『エンブレイス』（2002年）

テレビドラマ（日本）
- 太平記（1991年) ‐ 三木俊連
- 爆竜戦隊アバレンジャー 第28話（2003年）
- 仮面ライダー剣 第11、12話（2004年）

CM（日本）
- マツモトキヨシ